# Retrato de la condesa Catalina Skavronskaya
El Retrato de la condesa Catalina Skavronskaya es un óleo sobre lienzo de 1790 de Elisabeth Vigée-Lebrun, ahora en el Museo Jacquemart-André en París. Fue pintado durante su estancia en Nápoles para el marido de la retratada Catalina Skavronskaya (1761-1829), el conde Pablo Martinovich Skavronsky, ministro plenipotenciario de Rusia en el Reino de Nápoles. La composición tuvo mucho éxito y al menos dos copias contemporáneas se encuentran en colecciones rusas. 

## Historia y descripción
Vigée-Lebrun describió a la modelo como "dulce y hermosa como un ángel. (...) No hacía nada durante todo el día, no tenía educación y su conversación era mayormente vacía. Pero a pesar de todo esto, tenía un encanto invencible, gracias a su bello rostro y a su dulzura angelical".
Vigée-Le Brun pintó tres retratos de Skavronskaya en Nápoles, incluido este retrato de tres cuartos. La condesa sentada se apoya ligeramente en el brazo del sofá y tiene un aspecto lánguido y soñador. El uso del color en la obra es sobrio, predominando ricos matices de azul y verde. La joven mira sosteniéndola en su mano una miniatura abierta que probablemente contiene un retrato de su marido. Las iniciales de sus nombres (C y P) están en la parte posterior de la pieza.
Durante uno de sus viajes por importantes ciudades europeas, Vigée-Le Brun reencontró a la condesa, ya viuda, en San Petersburgo, en 1796, y pintó un nuevo retrato, que se conserva en el Louvre desde 1966. 